# Charline Mignot

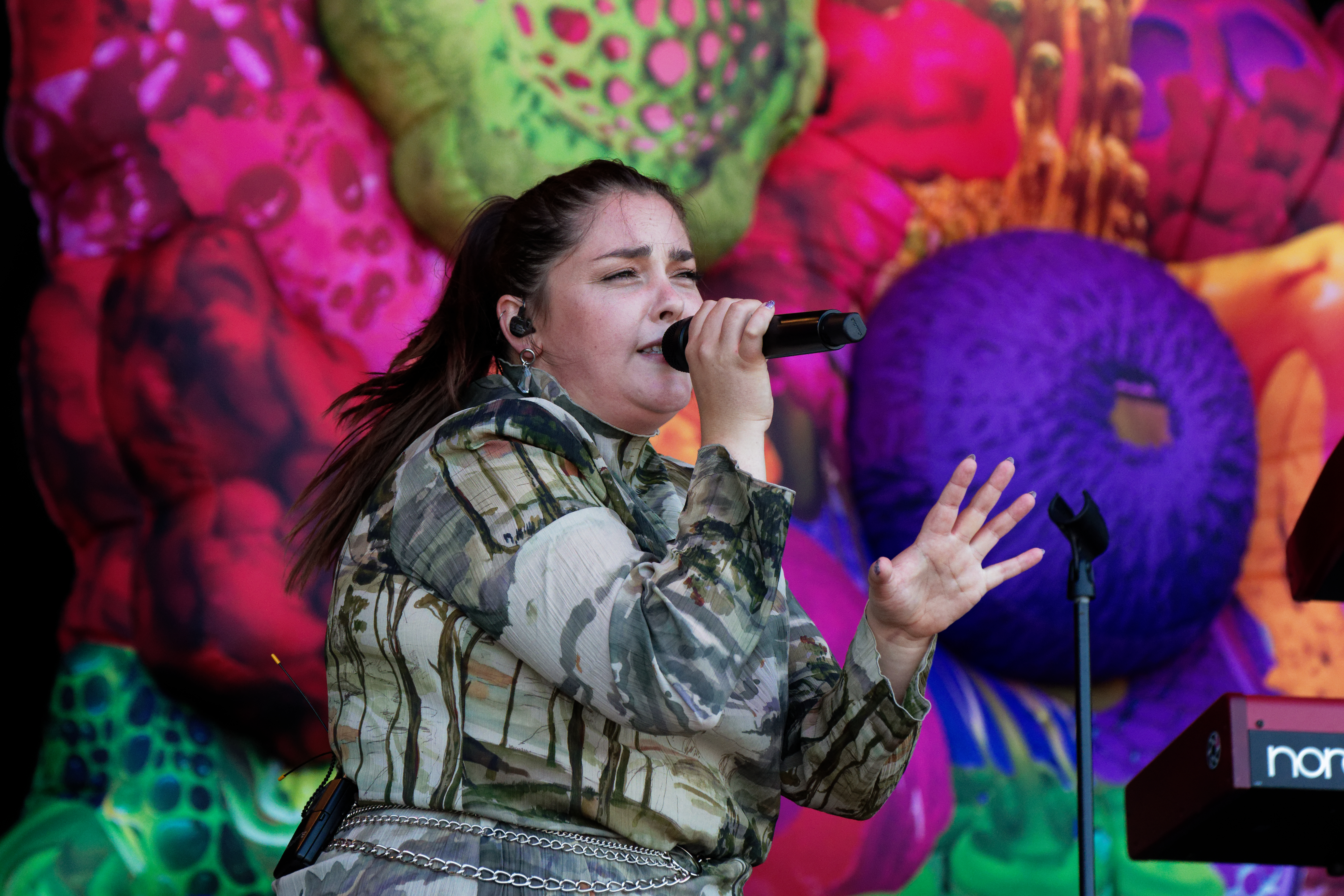
Charline Mignot, 2022

Charline Mignot (* 20. April 1995 in Genf) ist eine Schweizer Sängerin und Fotografin.

## Biografie
Charline Mignot wuchs in der Westschweiz auf, bevor sie in Lyon eine Kunstschule besuchte. Sie begann eine Karriere als Fotografin und arbeitete insbesondere mit Hermès zusammen.
Lewis OfMan komponiert ihre Musik. Im November 2017 erschien ihre erste EP Marée basse. 2018 trat sie am Paléo Festival Nyon auf, 2019 veröffentlichte sie ihr Album Premiers émois.

## Diskografie

### Studioalben
- 2019: Premiers émois

### Singles & EPs
- 2017: Vendredi sur Mer (FR: Gold)[2]
- 2018: Marée Basse